# Korinthos
Korinthos (Tiếng Hy-lạp: Κόρινθος) còn được viết là Corinth hoặc  Cô-rin-tô, là một khu tự quản ở vùng Peloponnesos, Hy Lạp. Khu tự quản Korinthos có diện tích 611 km², dân số theo điều tra ngày 18 tháng 3 năm 2001 là 58523 người.
Đây là là một thành phố cổ và khu tự quản ở Corinthia, Peloponnese, nằm ở trung nam Hy Lạp. Kể từ cuộc cải cách chính quyền địa phương năm 2011, nó là một phần của khu tự quản Corinth, trong đó nó là trụ sở và là một đơn vị thành phố. Đây là thủ phủ của Corinthia.
Nó được thành lập với tên Nea Korinthos hoặc New Corinth (α Κόρθθθ) vào năm 1858 sau khi một trận động đất phá hủy khu định cư hiện tại của Corinth, nơi đã phát triển trong và xung quanh khu vực của Corinth cổ đại.

## Địa lý
Nằm cách phía tây Athens khoảng 78 km (48 dặm), Korinthos được bao quanh bởi các thị trấn ven biển (theo chiều kim đồng hồ) Lechaio, Isthmia, Kechries, và các thị trấn nội địa của Testilia và khu khảo cổ và làng Korinthos cổ. Các đặc điểm tự nhiên xung quanh thành phố bao gồm đồng bằng hẹp Vocha ven biển, vịnh Corinth, eo đất Korinthos bị cắt bởi kênh đào, Vịnh Saronic, núi Oneia và đá Acrocorinth nguyên khối, nơi xây dựng đô thị thời trung cổ.

## Lịch sử
Corinth có tên từ Ancient Corinth, một thành phố thời cổ đại. Địa điểm đã bị chiếm đóng từ trước 3000 trước Công nguyên. Nhưng các nguồn lịch sử về thành phố liên quan đến đầu thế kỷ thứ 8 trước Công nguyên, khi Corinth bắt đầu phát triển như một trung tâm thương mại. Giữa thế kỷ thứ 8 và thứ 7, gia đình Bacchiad cai trị Corinth. Cypselus đã lật đổ gia đình Bacchiad, và từ năm 657 đến 550 trước Công nguyên, ông và con trai Periander cai trị Corinth là Tyrant.
Trong cộng đồng Công giáo, Cô-rinh-tô còn được biết đến qua hai bức thư của sứ đồ Phaolô: Thư thứ nhất gửi tín hữu Côrintô và Thư thứ hai gửi tín hữu Côrintô.